# Monika Schwarz-Friesel
Monika Schwarz-Friesel (* 28. November 1961 in Bensberg) ist eine deutsche Kognitionswissenschaftlerin, Antisemitismusforscherin und Professorin an der Technischen Universität Berlin.

## Leben und Wirken
Monika Schwarz-Friesel studierte deutsche und englische Philologie sowie Psychologie an der Universität zu Köln. 1990 wurde sie mit dem Thema „Kognitive Semantik und neuropsychologische Realität“ in Köln promoviert und habilitierte sich 1998 mit dem Thema „Indirekte Anaphern in Texten“. Sie etablierte in Deutschland den Ansatz der kritischen Kognitionslinguistik. Von 2000 bis 2010 lehrte sie als Universitätsprofessorin für Textlinguistik und Pragmatik am Institut für germanistische Sprachwissenschaft der FSU Jena. Seit 2010 bekleidet sie einen Lehrstuhl an der TU Berlin.
Ihre Forschungsschwerpunkte sind die Interaktion von Sprache, Kognition und Emotion, kognitive Semantik und Metaphern sowie verbale Manifestationen des aktuellen Antisemitismus. Sie hat zahlreiche empirische Untersuchungen zum Thema Antisemitismus und Sprache, Judenhass im Internet sowie zur kollektiven Emotion Judenhass in der Mitte der Gesellschaft durchgeführt.
Als Expertin für aktuellen Antisemitismus berät sie zahlreiche Institutionen im In- und Ausland, u. a. StopAntisemitismus.de der ZEIT-Stiftung und ist im Beirat der wissenschaftlichen Fachzeitschriften Antisemitism Studies (USA) und Journal of Contemporary Antisemitism (UK). Sie ist Kuratoriumsvorsitzende der Leo-Trepp-Stiftung und Mitglied der Jury für den Simon-Wiesenthal-Preis des österreichischen Parlaments seit der Etablierung durch Nationalratspräsident Wolfgang Sobotka im Jahr 2020.
Monika Schwarz-Friesel ist mit dem Historiker Evyatar Friesel verheiratet.

## Positionen
Judenhass als kulturelle Denk- und Gefühlskategorie
Schwarz-Friesel definiert Judenhass als kulturelle Kategorie, die auf der Trias Sprache-Kognition-Emotion fußt und tief verankert im abendländischen Denken und Fühlen ist. Ihr Ursprung liegt in den ersten fünf Jahrhunderten der Contra-Judaeos-Rhetorik frühchristlicher Schriften, die die Differenzkonstruktion zwischen Judentum und christlicher Welt etablierten und Juden/Judentum zum Frevel und Übel in der Welt erklärten. Hier liegen die Wurzeln der Abgrenzung, Verachtung und Stigmatisierung, die sich im Laufe der Jahrhunderte anpassten, stets aber ihren konzeptuellen Kern erhielten. In umfangreichen Korpus-Studien konnte gezeigt werden, wie sich die alten Stereotype und Argumente des Anti-Judaismus bis heute artikulieren. und zu semantischer Abgrenzung und Entwertung von Juden führen.
Verbalantisemitismus: die Sprache der Judenfeindschaft und 4-D-Modell
In ihrer viel beachteten Studie „Die Sprache der Judenfeindschaft im 21. Jahrhundert“ wertete sie zusammen mit dem Historiker Jehuda Reinharz Tausende von E-Mails an Zentralrat der Juden in Deutschland und die Israelische Botschaft in Berlin aus und gab Kriterien für die Analyse antisemitischer Äußerungen sowie zur Abgrenzung von politischer Kritik und israelbezogenem Judenhass. Sharanskys 3-D-Modell zum israelbezogenen Antisemitismus erweitert sie zum 4-D-Modell durch die übergeordnete Kategorie der De-Realisierung, aus der sich Verdammnis, Doppelstandard und Delegitimierung zwangsläufig ergeben. Ihre Analysen zeigen, wie die Semantik des Judenhasses über die Jahrhunderte erhalten blieb und sich lediglich oberflächlich einige Ausdrucksformen verändern. Die antisemitische Hassrede unterschiedlicher politischer und ideologischer Gruppen weist daher mehr Gemeinsamkeiten als Differenzen auf.
Das emotionale Fundament von Antisemitismus: zur Kontinuität des Hasses
Das Denken von Antisemiten zeichnet sich durch eine hohe Abstraktheit aus, denn ihr Konzept von JUDE hat mit der Realität nichts zu tun, sondern ist vielmehr ein Phantasie-Konstrukt, ein fiktives Abstraktum. Daraus rühren Realitätsverlust und Faktenresistenz. Die emotionalen Prozesse dagegen weisen eine extrem hohe Intensität und Konkretheit auf: Antisemitischer Hass artikuliert sich vehement, obsessiv und mit einem besonderen hohen Intensitätsparameter. Antisemitisches Denken und Fühlen folgt einer affektiven Logik, die als „Hamsterrad-Kognition“ bezeichnet wird, da die Gedanken immer nur im kognitiven und konzeptuell geschlossenen Universum des eigenen Glaubenssystems bleiben, ohne Fakten der realen Welt zu berücksichtigen. Das Denken basiert auf einer gefühlten Wahrheit: „Antisemiten glauben, ohne zu wissen. Sie „wissen“, weil sie glauben. Sie glauben, weil sie fühlen.“ Diese Affektlogik führt zu eklatanten Widersprüchen und Dissoziationen in der Argumentation, da sie die Fakten der Realität abwehren und umdeuten müssen, um ihr geschlossenes Weltbild aufrechterhalten zu können. „Das subjektive Gefühl wird aus dem Hamsterrad auf die Welt projiziert und damit zu einer quasi-universalen Emotion erklärt: jeder hasst die Juden“. Die Intensität der Gefühle ergibt sich aus einer doppelten Emotionalität: Antisemiten fühlen individuell und zugleich kollektiv mit dem kulturellen Gefühlswert.
Opportune Adaptionslogik und die Israelisierung der antisemitischen Semantik
Antisemitismus erweist sich als Chamäleon, das seine Erscheinung je nach Umgebung und Zeitgeist anpasst, also einer „opportunen Adaptionslogik“ folgt. Je nach Zeitgeist und Epoche wird die Form jüdischer Existenz attackiert, die gerade im Fokus steht. Folglich sind auch Post-Holocaust-Antisemitismus und israelbezogener Judenhass keine neuen Phänomene, sondern moderne Varianten der uralten Judenfeindschaft, die letztlich auf den klassischen Stereotypen des Anti-Judaismus basieren. In diesem Zusammenhang prägte Schwarz-Friesel mit Jehuda Reinharz den Begriff der „Israelisierung der antisemitischen Semantik“. Die Stereotype des klassischen Judenhasses werden auf das Konzept ISRAEL projiziert. Israelhass ist kein politisches Phänomen, sondern führt den alten Antisemitismus angepasst weiter. Die Multiplikatoren und „geistigen Brandstifter“ sitzen wie früher in der gebildeten Mitte der Gesellschaft. Der israelbezogene Antisemitismus zeigt sich daher in den letzten Jahren zunehmend in zahlreichen öffentlichen und medialen Debatten (u. a. bei der Mbembe-Debatte und in Bezug auf die antisemitischen Werke auf der documenta 15).
Judenhass im Internet: alltägliche Multiplikatoren
In ihrer Pilot-Studie zu „Judenhass im Internet“ belegte sie die alltägliche Verbreitung und Zugänglichkeit sowie die Radikalisierung von antisemitischen Texten in den sozialen Medien. Antisemitismus im Web 2.0 zeigt sich in den von Alltagsnutzern besuchten Kommunikationsräumen als Kommunikationsmuster der Hassrede, das maßgeblich von den Strukturen der klassischen Judenfeindschaft geprägt ist und sich aus dem kommunikativen Gedächtnis speist.

## Rezeption und Würdigung

### Die Sprache der Judenfeindschaft im 21. Jahrhundert
‚Die Sprache der Judenfeindschaft‘ wurde international als Meilenstein der Forschung, als „Herkules-Tat“ (Walter Laqueur) und „große wissenschaftliche Leistung“ (so Josef Joffe) würdigt. Jehuda Bauer kommentierte: „Die Sprache der Judenfeindschaft im 21. Jahrhundert ist ein ausgesprochenes Novum für die Antisemitismusforschung. Eine solch eingehende Untersuchung, die auf Sprachanalysen basiert, hat es bislang nicht gegeben.“ Wolfram Stender in socialnet erklärte das Buch „zur wichtigsten empirischen Studie, die in den letzten Jahren zum Thema Antisemitismus im deutschsprachigen Raum erschienen ist“. In der Times of Israel würdigte Marc Neugröschel Schwarz-Friesel als „One of Europe’s most distinguished anti-Semitism researchers“.
- Pre-Publication Statements zu Die Sprache der Judenfeindschaft im 21. Jahrhundert
- „Sprache kann töten.“ Besprechung zu Die Sprache der Judenfeindschaft im 21. Jahrhundert von Matthias Küntzel im Deutschlandradio Kultur
- Rezension zu Die Sprache der Judenfeindschaft im 21. Jahrhundert von Wolfram Stender auf socialnet

### Judenhass im Internet
Der Untersuchung ‚Judenhass im Internet‘ bescheinigte Wolfgang Krischke in der FAZ „etwas Großes zu leisten“: „Eine derart umfangreiche Untersuchung in Raum und Zeit hat es noch nie gegeben.“ Und haGalil urteilte: „Wer Antisemitismus heute verstehen will, muss dieses Buch lesen.“

### Toxische Sprache und geistige Gewalt
Das Buch ‚Toxische Sprache und geistige Gewalt‘ würdigte Sebastian Engelbrecht im DLF folgendermaßen: „Monika Schwarz-Friesel durchleuchtet das Thema Antisemitismus in einzigartiger historischer und sprach-analytischer Tiefe.“ Stefan Hößl, Mitarbeiter des NS-Dokumentationscenters in Köln, nannte Schwarz-Friesel in seiner Rezension zu „Toxische Sprache“ die „wichtigste Antisemitismusforscherin der Gegenwart“.

## Schriften (Auswahl)
- Toxische Sprache und geistige Gewalt. Wie judenfeindliche Denk- und Gefühlsmuster seit Jahrhunderten unsere Kommunikation prägen. Attempto Verlag, Tübingen, 2022, ISBN 978-3-89308-466-1
- Judenhass im Internet. Antisemitismus als kulturelle Konstante und kollektives Gefühl. Hentrich & Hentrich Verlag, Berlin Leipzig, 2019, ISBN 978-3-95565-328-6.
- (mit Jehuda Reinharz): Inside the Antisemitic Mind. Boston: University Press of New England, 2017.
- (mit Jehuda Reinharz): Die Sprache der Judenfeindschaft im 21. Jahrhundert. Berlin, New York: de Gruyter, 2013.[39]
- (mit Manfred Consten): Einführung in die Textlinguistik. Darmstadt: WBG, 2014
- (mit Jeannette Chur): Semantik. Ein Arbeitsbuch. Tübingen: Narr, 6. Auflage 2014; 1. Auflage 1993) (Koreanische Übersetzung, Seoul, Korea 1996
- Sprache und Emotion. Tübingen, Basel: Francke (= UTB 2939), 2. Auflage 2013 (1. Auflage 2007).
- (mit Helge Skirl): Metapher. Heidelberg: Winter (= Kurze Einführungen in die germanistische Linguistik. 4), 2. Auflage 2013 (1. Auflage 2007)
- Einführung in die Kognitive Linguistik. 3. Auflage. Tübingen, Basel: Francke, 2008; Tschechische Ausgabe. Universitätsverlag Prag, 2007
- Indirekte Anaphern in Texten. Studien zur domänengebundenen Kohärenz und Referenz im Deutschen. Tübingen: Niemeyer, 2000
- Kognitive Semantiktheorie und neuropsychologische Realität. Repräsentationale und prozedurale Aspekte der semantischen Kompetenz. Tübingen: Niemeyer (= Linguistische Arbeiten 273), 1992

als Herausgeberin
- Gebildeter Antisemitismus. Eine Herausforderung für Politik und Zivilgesellschaft. Nomos, Baden-Baden 2015, ISBN 978-3-8487-1679-1
- (mit Jan-Henning Kromminga): Metaphern der Gewalt. Konzeptualisierungen von Terrorismus in den Medien vor und nach 9/11. Tübingen: Francke, 2014
- (mit Konstanze Marx): Sprache und Kommunikation im technischen Zeitalter. Wieviel Internet (v)erträgt unsere Gesellschaft? Berlin (u. a.): de Gruyter, 2013
- (mit András Kertész und Manfred Consten): Converging Data Sources in Cognitive Linguistics. Amsterdam etc.: Elsevier (=Special Issue of Language Sciences), 2012
- (mit Evyatar Friesel und Jehuda Reinharz): Aktueller Antisemitismus – ein Phänomen der Mitte. Berlin: de Gruyter, 2010
- (mit Manfred Consten und Mareile Knees): Anaphors in Text. New York, Berlin: Benjamins, 2007

Aufsätze
- Israelbezogener Antisemitismus und der lange Atem des Anti-Judaismus – von ‚Brunnenvergiftern, Kindermördern, Landräubern‘. In: Institut für Demokratie und Zivilgesellschaft (Hg.), 2021. Wissen schafft Demokratie. Schwerpunkt Antisemitismus, Band 8. Jena, S. 42–57
- Antisemitismus 2.0 und die Netzkultur des Hasses. Judenfeindschaft als kulturelle Konstante und kollektiver Gefühlswert im digitalen Zeitalter. Ergebnisse der DFG-geförderten Langzeitstudie „Antisemitismus im www“ (Kurzfassung als PDF)
- Destroy Israel:Jews are the Evil of the World! Manifestations of Contemporary Antisemitism. In: Aschkenasim 5, 12–15, 2016
- Antisemitische Hass-Metaphorik. DIe emotionale Dimension aktueller Judenfeindschaft. In: Interventionen – Zeitschrift für Verantwortungspädagogik. Berlin: Violence Prevention Network e. V., 38–44, 2015.
- (mit Konstanze Marx) Sprachliche Kommunikation: Psycholinguistische Grundlagen. In: Blanz, M./A. Florack/U. Piontkowski (Hg.) Kommunikation. Eine interdisziplinäre Einführung. Stuttgart: Kohlhammer, 38–52. 2014
- (mit Evyatar Friesel): „Gestern die Juden, heute die Muslime...“? Von den Gefahren falscher Analogien. In: Botsch, G. et al. (Hg.) Islamophobie und Antisemitismus – ein umstrittener Vergleich. Berlin, Boston: de Gruyter, 29–50, 2012
- Dem Grauen einen Namen geben? Zur Verbalisierung von Emotionen in der Holocaust-Literatur – Prolegomena zu einer Kognitiven Linguistik der Opfersprache. In: Germanistische Studien Nr. 10 „Sprache und Emotionen“, 128–139, 2011
- Der Tatort Sprache in Deutschland – Antisemitismus im öffentlichen Kommunikationsraum? Tribüne. Zeitschrift zum Verständnis des Judentums, 1/2009, 178–186, 2009

## Auszeichnungen und Ehrungen
- Schwarz-Friesel hielt die Rabbiner-Brandt-Vorlesung des deutschen Koordinierungsrates am 11. November 2013 zum Thema „Die Sprache der Judenfeindschaft“.
- Sie erhielt am 29. November 2014 von der Universität Debrecen einen Ehrendoktor für herausragende wissenschaftliche Leistungen.
- Am 5. Mai 2022 hielt sie in der Wiener Hofburg die Gedenkrede zu Antisemitismus und Erinnerungskultur im österreichischen Parlament.[40]

## Belege
1. ↑  Monika Schwarz-Friesel Biografie. Webseite der Technischen Universität Berlin. Abgerufen am 20. Februar 2024.
2. ↑  TU Website Forschungsprojekte. Abgerufen am 20. Februar 2024.
3. ↑  Forschungsprojekte. In: tu.berlin. Abgerufen am 20. Februar 2024.
4. ↑  Über Uns | Leo Trepp. Abgerufen am 20. Februar 2024.
5. ↑  Jury des Simon-Wiesenthal-Preises
6. ↑  http://www.haaretz.com/jewish/news/.premium-1.576189 vom 25. Februar 2014, abgerufen am 23. Februar 2017
7. ↑  Monika Schwarz-Friesel: Judenhass im Internet: Antisemitismus als kulturelle Konstante und kollektives Gefühl. Hentrich und Hentrich, Leipzig 2019, ISBN 978-3-95565-328-6.
8. ↑  Monika Schwarz-Friesel, Jehuda Reinharz: Die Sprache der Judenfeindschaft im 21. Jahrhundert. In: Die Sprache der Judenfeindschaft im 21. Jahrhundert. De Gruyter, 2013, ISBN 978-3-11-027772-2, S. Kap. 4, S. 58 ff., doi:10.1515/9783110277722 (degruyter.com [abgerufen am 20. Februar 2024]).
9. ↑  Monika Schwarz-Friesel: Toxische Sprache und geistige Gewalt. Hentrich und Hentrich, Tübingen 2022, ISBN 978-3-89308-466-1, S. 41 ff.
10. ↑  Die Sprache des Antisemitismus: Judenfeindliche Rhetorik nach dem 7. Oktober 2023. Heinrich-Böll-Stiftung, abgerufen am 20. Februar 2024.
11. ↑  Monika Schwarz-Friesel, Jehuda Reinharz: Die Sprache der Judenfeindschaft im 21. Jahrhundert. De Gruyter, Berlin/Boston 2013, ISBN 978-3-11-027772-2, doi:10.1515/9783110277722 (degruyter.com [abgerufen am 20. Februar 2024]).
12. ↑  Monika Schwarz-Friesel, Jehuda Reinharz: Inside the Antisemitic Mind. The Language of Jew-Hatred in Contemporary Germany. Brandeis University Press, ISBN 978-1-61168-984-6.
13. ↑  Monika Schwarz-Friesel, Jehuda Reinharz: Înăuntrul minții antisemite. Editura Hasefer, Bukarest 2022, ISBN 978-973-630-500-9.
14. ↑  Monika Schwarz-Friesel: Israelbezogener Antisemitismus und der lange Atem des Anti-Judaismus – von ‚Brunnenvergiftern, Kindermördern, Landräubern‘. IDZ Jena, 7. Januar 2021, abgerufen am 20. Februar 2024.
15. ↑  Monika Schwarz-Friesel, Jehuda Reinharz: Die Sprache der Judenfeindschaft im 21. Jahrhundert. De Gruyter, Berlin/Boston 2013, ISBN 978-3-11-027772-2, S. Kap. 7., doi:10.1515/9783110277722 (degruyter.com [abgerufen am 20. Februar 2024]).
16. ↑  3D-Regel. In: antisemitismusbeauftragter.de. Abgerufen am 1. Mai 2023.
17. ↑  Monika Schwarz-Friesel: Rechts, links oder Mitte? Zur semantischen, formalen und argumentativen Homogenität aktueller Verbal-Antisemitismen. In: Fritz Bauer Institut - Katharina Rauschenberger, Werner Konitzer (Hrsg.): Antisemitismus und andere Feindseligkeiten. Jahrbuch 2015. Campus Verlag, Frankfurt/Main 2015, ISBN 978-3-593-50469-8, S. 175–192.
18. ↑  Monika Schwarz-Friesel: Judenhass im Internet. Hentrich und Hentrich, Leipzig 2019, ISBN 978-3-95565-328-6, S. 129.
19. ↑  Monika Schwarz-Friesel: Judenhass im Internet. Hentrich und Hentrich, Leipzig 2019, ISBN 978-3-95565-328-6, S. 109 ff.
20. ↑  Monika Schwarz-Friesel: Judenhass im Internet. Hentrich und Hentrich, Leipzig 2019, ISBN 978-3-95565-328-6, S. 127.
21. 1 2  Monika Schwarz-Friesel: Judenhass im Inter. Hentrich und Hentrich, Leipzig 2019, ISBN 978-3-95565-328-6, S. 111.
22. ↑  Monika Schwarz-Friesel, Jehuda Reinharz: Die Sprache der Judenfeindschaft im 21. Jahrhundert. In: Die Sprache der Judenfeindschaft im 21. Jahrhundert. De Gruyter, 2012, ISBN 978-3-11-027772-2, S. 264 ff., doi:10.1515/9783110277722 (degruyter.com [abgerufen am 20. Februar 2024]).
23. ↑  Monika Schwarz-Friesel: Judenhass im Internet. Hentrich und Hentrich, Leipzig 2019, ISBN 978-3-95565-328-6, S. 128.
24. ↑  Monika Schwarz-Friesel: Toxische Sprache und geistige Gewalt. Narr Attempto, Tübingen 2022, ISBN 978-3-89308-466-1, S. 33 ff.
25. ↑  Monika Schwarz-Friesel, Jehuda Reinharz: The Israelization of antisemitism. In: jpost.com. 2017, abgerufen am 20. Februar 2024 (englisch).
26. ↑  Monika Schwarz-Friesel: Judenfeindschaft kam stets aus der gebildeten Mitte. Gedenkrede beim nationalen Gedenktag am 5. Mai 2022 im österreichischen Parlament in der Wiener Hofburg. In: vrds.de. 2022, abgerufen am 20. Februar 2024.
27. ↑  Monika Schwarz-Friesel: „Verbesserungsvorschläge“ für Juden? – Eine gefährliche Hybris. In: hagalil.com. 2020, abgerufen am 20. Februar 2024.
28. ↑  Monika Schwarz-Friesel: documenta fifteen: Eyes Wide Shut vor ostentativen Antisemitismen. In: RIAS Hessen (Hrsg.): documenta fifteen. »Es wurde eine dunkelrote Linie überschritten«. Marburg 2023, ISBN 978-3-00-074614-7, S. 83–92 (rias-hessen.de [PDF]).
29. ↑  Monika Schwarz-Friesel: Antisemitismus im Netz 2.0. Bayerische Landeszentrale für politische Bildungsarbeit, abgerufen am 24. Februar 2024.
30. ↑  Monika Schwarz-Friesel: “Antisemitism 2.0”—The Spreading of Jew-hatred on the World Wide Web. In: Armin Lange et al. (Hrsg.): An End to Antisemitism: Comprehending and Confronting Antisemitism. Vol I. De Gruyter, Berlin/Boston 2020, ISBN 978-3-11-063246-0, S. 311–337 (degruyter.com).
31. ↑  Monika Schwarz-Friesel: Toxische Sprache und geistige Gewalt. Narr Attempto, Tübingen 2022, ISBN 978-3-89308-466-1.
32. 1 2  Rezensionsionen zum Buch "Die Sprache der Judenfeindschaft im 21. Jahrhundert". In: degruyter.de. Abgerufen am 24. Februar 2024.
33. ↑  Wolfram Stender: Rezension zu "Die Sprache der Judenfeindschaft im 21. Jahrhundert". In: socialnet.de. 20. August 2013, abgerufen am 20. Februar 2024.
34. ↑  Marc Neugröschel: European anti-Semites increasingly playing victim in classic ‘perpetrator inversion,’ says expert. In: timesofisrael.com. 5. Oktober 2016, abgerufen am 20. Februar 2024 (englisch).
35. ↑  Wolfgang Krischke: Antisemitismus ohne Grauzonen. In: FAZ. 25. Juli 2018, abgerufen am 20. Februar 2024.
36. ↑  Andrea Livnat: Judenhass im Internet. In: haGalil. 12. Oktober 2019, abgerufen am 20. Februar 2024.
37. ↑  Monika Schwarz-Friesel: "Toxische Sprache und geistige Gewalt". In: Andruck: Das Magazin für politische Literatur. 17. Oktober 2022, abgerufen am 20. Februar 2024.
38. ↑  Toxische Sprache und geistige Gewalt. In: archiv.mir-koeln.de. 1. September 2022, S. 18–19, abgerufen am 20. Februar 2024.
39. ↑  Pressestimmen zu Sprache der Judenfeindschaft
40. ↑  Rede in der Wiener Hofburg anlässlich des nationalen Gedenktags gegen Gewalt und Rassismus

| Personendaten    | Personendaten                                                  |
| ---------------- | -------------------------------------------------------------- |
| NAME             | Schwarz-Friesel, Monika                                        |
| KURZBESCHREIBUNG | deutsche Kognitionswissenschaftlerin und TU-Berlin-Professorin |
| GEBURTSDATUM     | 28. November 1961                                              |
| GEBURTSORT       | Bensberg                                                       |